# 灰毛弯蕊芥
灰毛弯蕊芥（学名：Loxostemon incanus）是十字花科弯蕊芥属的植物，为中国的特有植物。分布于中国大陆的云南等地，常生长在山坡，目前尚未由人工引种栽培。